# Drosera arcturi
Drosera arcturi är en sileshårsväxtart som beskrevs av William Jackson Hooker. Drosera arcturi ingår i släktet sileshår, och familjen sileshårsväxter.
Artens utbredningsområde är:
- Lord Howeön.
- Norfolkön.
- New South Wales.
- Northern Territory, Australien.
- Nordön (Nya Zeeland).
- Sydön (Nya Zeeland).
- Coral Sea Islands.
- Queensland.
- Sydaustralien.
- Tasmanien.
- Victoria.
- Ashmore-Cartieröarna.
- Western Australia.

Inga underarter finns listade i Catalogue of Life.

## Bildgalleri

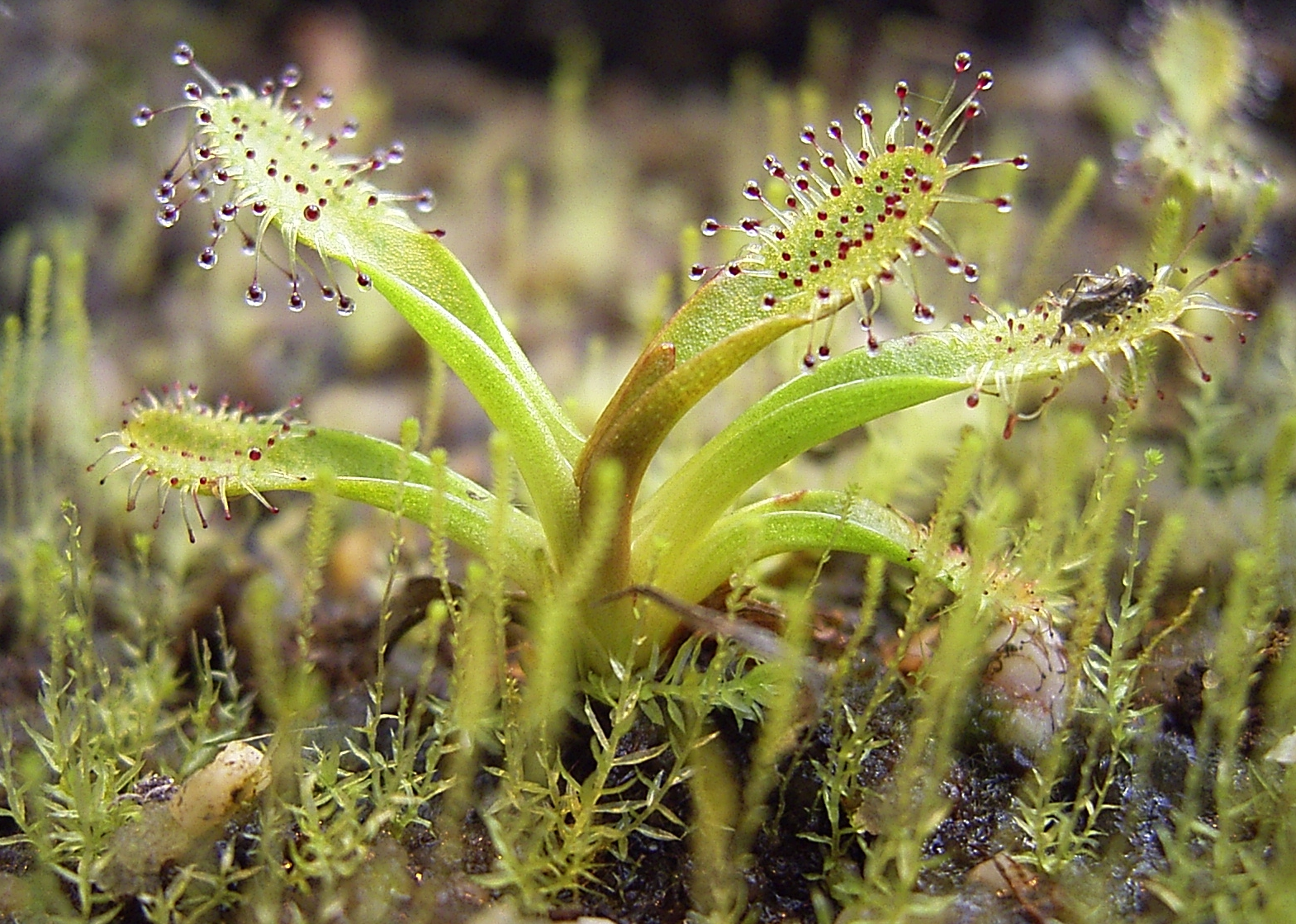
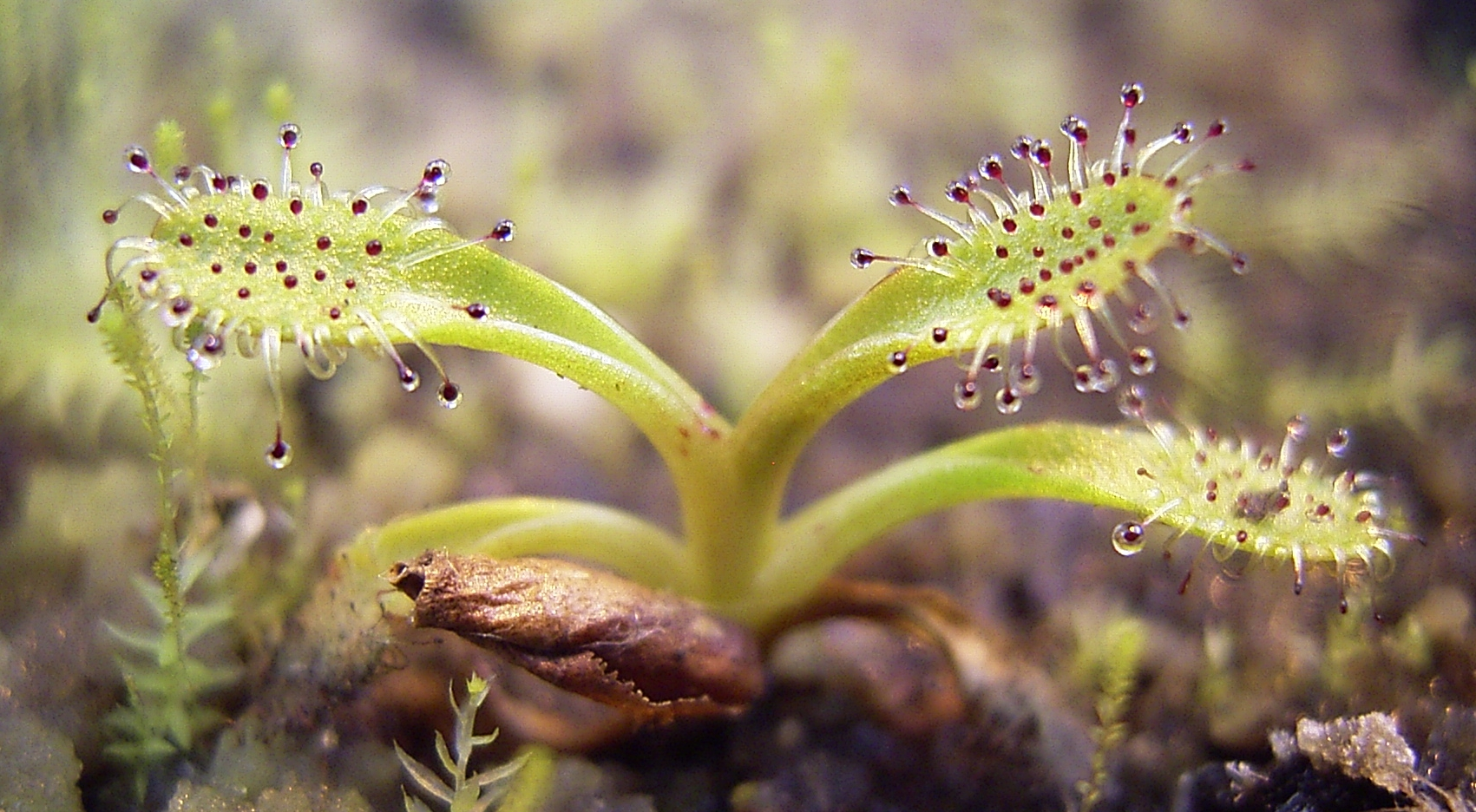
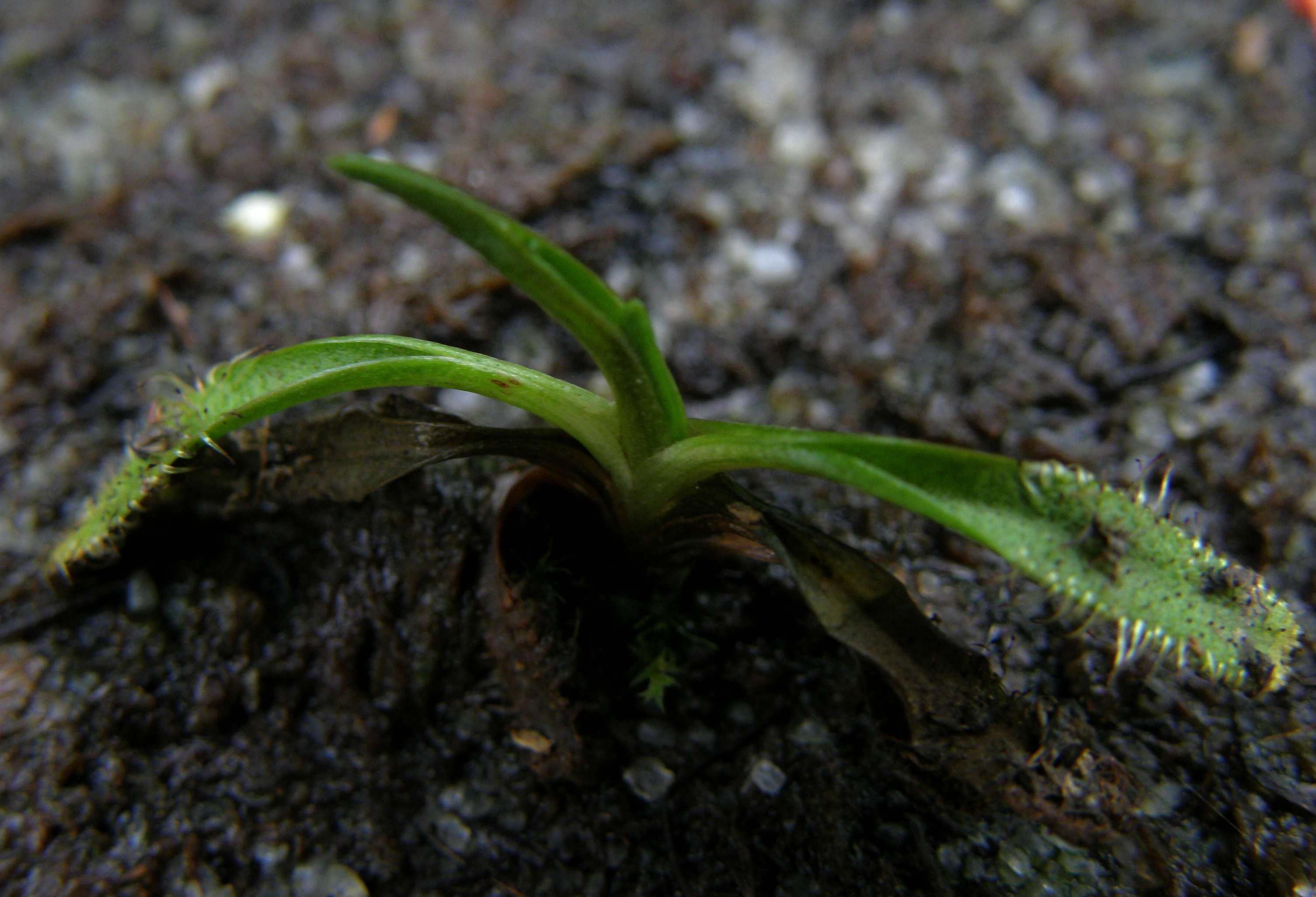
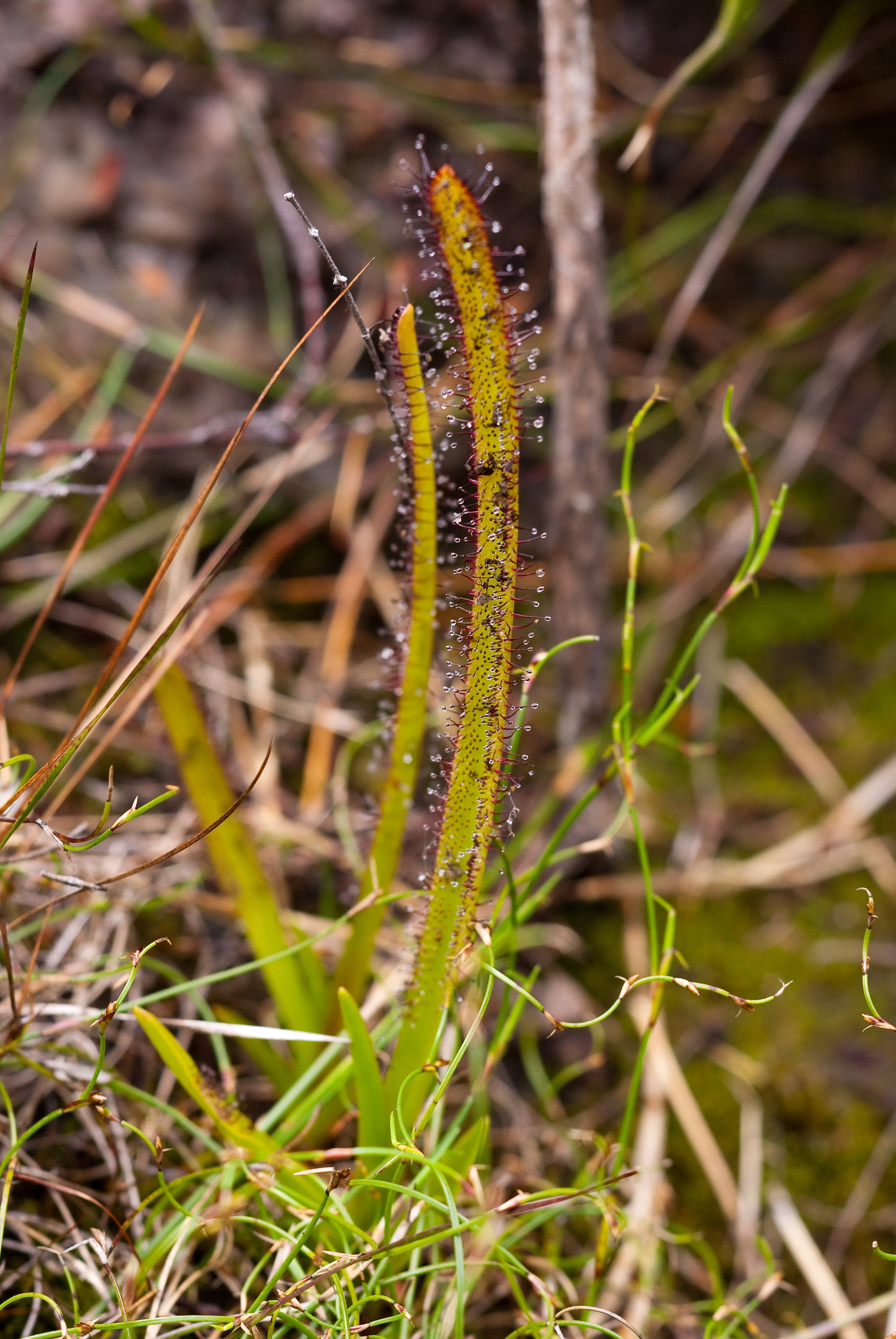
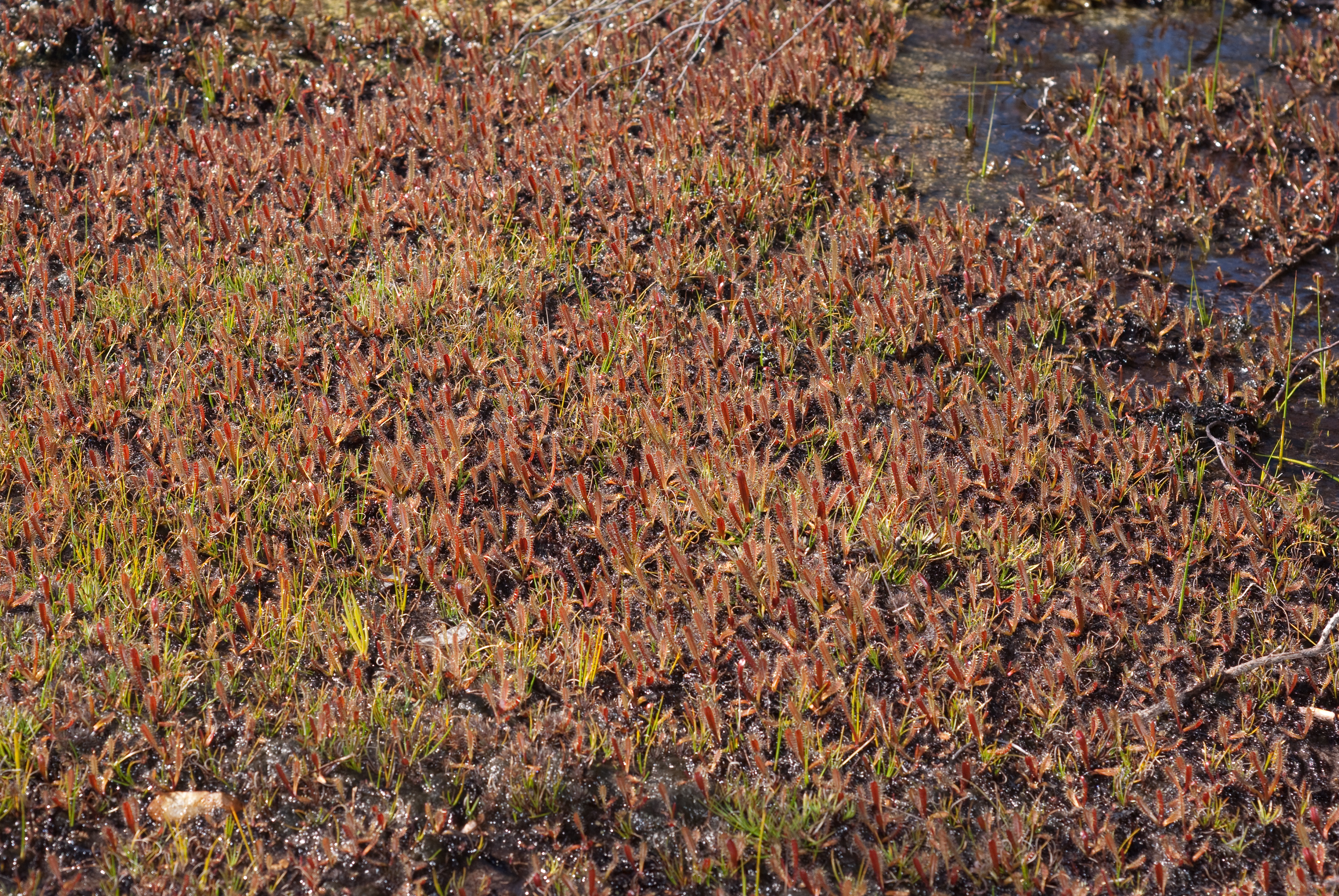